# 士麥那 (緬因州)
士麥那（英語：Smyrna）是一個位於美國緬因州阿魯斯圖克縣的市鎮。

## 人口
根據2020年美國人口普查的數據，士麥那的面積為91.17平方千米，當中陸地面積為90.93平方千米，而水域面積為0.24平方千米。當地共有人口439人，而人口密度為每平方千米5人。